# Land im Sturm
Land im Sturm (portugiesischer Originaltitel: A Herdade, internationaler Titel: The Domain) ist ein Filmdrama des portugiesischen Regisseurs Tiago Guedes aus dem Jahr 2019. Der Historienfilm, der die Geschichte einer Großgrundbesitzer-Familie über drei Generationen porträtiert, wurde auch als dreiteilige Serie gezeigt, in deutscher Fassung 2020 beim Sender arte.

## Handlung
João Fernandes führt das bedeutende alte Landgut der Familie mit harter Hand, wie er es von seinem autoritären Vater gelernt hat, einem Patriarchen alter Prägung. João, politisch liberal eingestellt, führt Familie und Untergebene gleichermaßen mit harter Hand inmitten der autoritären Estado-Novo-Diktatur in Portugal. Seinen Sohn hält er für einen Schwächling und seine Frau Leonor, Tochter des Generals und Geheimdienstchefs Teixeira, betrügt er mit der jungen Hausangestellten Rosa.
Er kann sich dank seines enormen Einflusses dem Druck von Politik und Polizei entziehen und auf neutraler Distanz zum immer nervöser werdenden Salazar-Regime bleiben, während es außerhalb seines Landgutes im Land rumort. Dann wird sein Ingenieur und Vertrauter Leonel wegen seiner Nähe zur Kommunistischen Partei Portugals von der Geheimpolizei PIDE inhaftiert. Um Leonel freizubekommen, beugt sich João daraufhin dem Druck seines Schwiegervaters und erklärt öffentlich seine Unterstützung für das immer tiefer im Portugiesischen Kolonialkrieg versinkende Regime. Die von innen und außen vordringenden Unsicherheiten und Kompromisszwänge nagen nun immer stärker an João und sorgen für zunehmende Konflikte mit seinem Umfeld.
Als die sich anbahnenden gesellschaftlichen Veränderungen im Land nicht mehr länger zu unterdrücken sind, sorgt schließlich die Nelkenrevolution 1974 für einen tiefgreifenden Wandel.

## Produktion
Gedreht wurde der Film, der auch auf die sozialen Probleme besonders im von Großgrundbesitz geprägten Alentejo zeigt, auf der Herdade da Barroca D’Alva im Landkreis Alcochete.
Der Film entstand in Zusammenarbeit der Produktionsfirmen APM (Ana Pinhão Moura Produções), Alfama Films, CB Partners und Leopardo Films (auch Filmverleih), Produzent war Paulo Branco. An der Finanzierung beteiligten sich auch der öffentlich-rechtliche portugiesische Fernsehsender RTP und die portugiesische Filmförderungsanstalt ICA, neben anderen.

## Rezeption
Der Film feierte am 5. September 2019 bei den Internationalen Filmfestspielen von Venedig 2019 Premiere, wo er für einen Goldenen Löwen als Bester Film nominiert war. Das Werk lief danach auf einer Vielzahl internationaler Filmfestivals, darunter das Toronto International Film Festival, das Küstendorf-Filmfestival, das Göteborg International Film Festival, die Mostra Internacional de Cinema de São Paulo oder auch das International Film Festival of India, und wurde dabei mehrfach prämiert, u. a. beim Dublin International Film Festival. Zu den weiteren Preisen, die der Film gewann, gehörten die CinEuphoria Awards und die portugiesischen Filmpreise Globo de Ouro 2020 und Prémios Sophia 2020. Am 19. September 2019 kam er in die portugiesischen Kinos, wo er mit 74.842 Besuchern auch ein Publikumserfolg wurde.

„Eine über fast fünf Jahrzehnte entwickelte Familiensaga, die den Wandel des Landes und die systemischen Widersprüche in Vertretern einer aussterbenden Elite spiegelt. Mit poetischer Bildsprache und dem im Filmrhythmus aufgehenden Wechsel von Stillstand und Aufbruch entsteht ein anschauliches Fresko individueller wie staatlicher Geschichte.“

„Im ersten Teil der Mini-Serie nimmt sich die Geschichte viel Zeit und setzt auf eine ruhige Erzählweise, gelungene Dialoge und lange Kameraeinstellungen. Besonders interessant ist der historische Aspekt der Geschichte, der durch die dokumentarischen Ausschnitte unterstrichen wird.“

Land im Sturm wurde als 180-minütiger Dreiteiler danach auch im Fernsehen gezeigt, 2020 in deutscher Fassung bei Arte.
Der Film war der portugiesische Kandidat für den besten fremdsprachigen Film zur Oscarverleihung 2020, gelangte bei der folgenden 82. Oscarverleihung jedoch nicht zur Nominierung.